# دوري كوراساو لكرة القدم
دوري كوراساو لكرة القدم هو الدوري الوطني لكرة القدم في كوراساو .البطل الحالي هو نادي فورتونا.